# Heath Dickenson
Heath Dickenson (Islas Cook, 2 de febrero de 1968) es un exfutbolista de las Islas Cook que jugaba en la posición de lateral derecho.

## Carrera

### Club
| Periodo   | Club                   |
| --------- | ---------------------- |
| 1994-1997 | Mount Albert AFC       |
| 1998-2002 | Uni-Mount Bohemian AFC |
| 2003      | North Shore United     |
| 2004      | Eastern Suburbs        |
| 2005-2011 | Lynn-Avon United       |

### Selección nacional
Jugó para Islas Cook en cinco ocasiones de 1998 a 2001 y participó en la Copa de las Naciones de la OFC 1998 donde anotó un autogol ante Fiyi.

## Logros
- Equipo histórico de Islas Cook por la RSSSF.[4]